# زرع الشعر
زراعة الشعر هو مصطلح عام لذلك الاجراء الذي يقوم على نقل جذر الشعر من منطقة وزراعتها في منطقة أخرى وتُجرى عادة بأخذ الشعر من المنطقة الخلفية إلى مناطق الفروة الأمامية والتي اصيبت بالترقق أو الصلع، وذلك لغرض استعادة الشعر المفقود.

## عملية زراعة الشعر
يُمكن القيام بعملية زراعة الشعر في عيادة الطبيب المختص، حيث ينظّف الجرّاح فروة الرأس ومن ثمّ يحقن الجزء الخلفي من الرأس لتخديره، كما يُمكن للطّبيب اختيار تقنية زراعة الشعر المناسبة من خلال عدة تقنيات:

### تقنية الاقتطاف (فوي)
تُعرف تقنية اقتطاف وحدة الحويصلة باسم (Follicular unit extraction) اختصاراً ل (FUE)، حيث تؤخذ بصيلات الشعر مباشرة من فروة الرأس، عبر جهاز يستخدم الضغط السلبي (negative pressure)، ثم تزرع في المكان المقصود، وهي الطريقة الأحدث وتجرى كالتالي:
- تبدأ هذه العملية بحلق الشعر وتطهير فروة الرأس بالكامل.
- تخدير المريض موضعياً.
- قطف البصيلات فردياً بأداة دقيقة تعمل بحركة دائرية من المنطقة المانحة دون الحاجة إلى التدخل الجراحي.
- تؤخذ هذه البصيلات بملقط وتوضع في محلول خاص لضمان بقائها حية.
- تثقب فروة الرأس المصابة بأداة طبية دقيقة وتوضع البصيلة في آن واحد.
- ظهرت هذه التقنية في 2003 وهي في تطوّر مستمر.
- تستغرق 6-8 ساعات.
- يُزرع من 5000-7000 بصيلة في الجلسة الواحدة.

### تقنية الشريحة (فوت)
تُعرف تقنية زراعة المجموعة الجرابية أو تقنية الشريحة باسم (Follicular unit transplant) اختصاراً ل (FUT) وتجرى كالتالي:
- تُجرى عملية تخدير فروة الرأس في المنطقة المانحة والمستقبلة للشعر.
- تُزال شريحة من المنطقة المانحة (المنطقة الأقل عرضة للصلع وهي منطقة خلف الرأس أو الجانبين من الرأس).
- يُخيط الطبيب الجرح تجميلياً ويترك ندبة صغيرة تُغطّى بالشعر.
- تُقص الشريحة إلى شرائح أصغر بعملية مجهرية دقيقة.
- تحتوي الشرائح الصغيرة على بصيلة أو إثنتين من البصيلات الحية في كل منها.
- إحداث ثقوب في المنطقة المصابة بأداة طبية.
- تُثبّت البصيلة في الثقب بعمق مناسب كي لا تسقط.
- تستغرق هذه العملية ساعتين أو أكثر حسب حالة المريض.
- ظهرت هذه التقنية في عام 1995 وطورت في بداية الألفية الثالثة.
- تُزرع 1400 بصيلة في الجلسة الواحدة وأحياناً يحتاج المريض أكثر من جلسة حسب الحالة.

### تقنية جراحة مجموعة الشريط الجرابي (فوس)
تقنية فوس التي جاء اسمها من اختصار اسم التقنية بالإنجليزية (follicular unit strip surgery/FUSS)؛ تجرى كالتالي:
- إزالة شريط بحوالي 15-25 سم من الجلد الخلفي للرأس.
- ثم خياطته في جزء الرأس الذي لا ينمو فيه الشعر، كما أنّ هذه المنطقة سوف تُغطّى لاحقاً بالشعر.
- يُقسّم الجراح شريط فروة الرأس المزال لحوالي 500- 2000 قطعة صغيرة، ومن ثم يستخدمها لزراعتها في مناطق مختلفة بحيث تمتلك كل قطعة عدداً قليلاً من الشعر.
- يعتمد هذا الشعر على نوعيّة ولون وجودة وحجم المنطقة التي ستحصل على عمليّة الزراعة.

### تقنية أقلام تشوي DHI
تُعرف تقنية زراعة الشعر مباشرة أو تقنية أقلام تشوي باسم (Direct Hair Implant) اختصاراً ل (DHI) وتجرى كالتالي:
- يُكشف على المنطقة المانحة التي تقع خلف الرأس.
- يخضع المريض لكافة الفحوصات الطبية.
- يُخطط الرأس.
- تُخدّر المنطقة المانحة والمستقبلة حتى لا يشعر المريض بالألم.
- يأخذ الطبيب البصيلات بأداة خاصة تسمّى أقلام تشوي وهي عبارة عن إبر مجوّفة.
- تُغرس البصيلات مباشرة في المنطقة المستقبلة باستخدام هذه الأداة الدقيقة.
- تتميز هذه التقنية عن غيرها بأنها لا تحتاج إلى حلاقة الرأس وهي تتماشى مع زراعة الشعر للنساء بالدرجة الأولى.
- تمتاز بنقل بصيلات الشعر بالواحدة وغرسها مباشرة باستخدام نفس الأداة بالعمق والزاوية المطلوبة مما يعزز نمو الشعرة وعدم فقدانها.
- لا توجد آثار لأي ندبات مثل التقنيات الأخرى.

### تقنية OSL
اختصاراً ل (OBLIQUE SIMI-LATERAL)، تعتمد هذه التقنية بالدرجة الأولى على مهارة الطبيب وتجرى كالتالي:
- تخدير المريض تخديراً موضعياً.
- قطف الطُّعوم بتقنية (FUE) بجهاز خاص.
- عمل ثقوب بشفرة حادّة ودقيقة جداً أدق من الإبرة تستخدم لأكثر من مرة.
- تكون هذه الثقوب مائلة بمقاس وبُعد مختلف عن الثقوب الأخرى.
- عملية فتح الثقوب تعتبر سهلة وبسيطة.
- لا تسبب أضراراً لخلايا فروة الرأس ولا هلاك الأنسجة.
- زراعة البصيلة بالمكان الصحيح.
- ضمان بقاء الجذر حي مما يؤكد نمو البصيلة.
- استخدام أدوات دقيقة جداً تساعد في فتح عدد كبير من الثقوب وهذا يسهل زراعة أكبر قدر ممكن من الطعوم دون أن تتضرر مسام فروة الرأس.
- تكون الثقوب المستقبِلة بنفس قُطر جذر الشعرة بحيث يمنع سقوطها.
- هذه التقنية تترك جروح بسيطة وصغيرة جداً سرعان ما تلتئم وتُشفى.
- تُعطي نتائج ممتازة وتظهر الشعر بالشكل الطبيعي.

### تقنية بيركوتان (Perkutan technique)
- إجراء التحاليل والفحوصات الطبية المطلوبة.
- تخدير فروة الرأس.
- تحديد المنطقة المصابة التي سيُزرع الشعر فيها.
- اقتطاف البصيلات بجهاز الميكروموتور وملقط يلتقط البصيلات ويفرزها عن بعضها استعداداً للزراعة.
- فتح ثقوب صغيرة جداً في المنطقة المصابة بإبرة دقيقة من مادة التيتانيوم بحيث تغطي عمق واتجاه جيد لبصيلات الشعر المزروعة للحصول علي نتيجة جيدة.

## أساليب استبدال الشعر
يمكن اتّباع العديد من الأساليب والطرق التي تمكن من استبدال الشعر الأصلع، ومن الأمثلة على هذه الطرق ما يلي:

### توسيع الانسجة
ويعرف أيضاً بتوسيع البالون. وهذا الاجراء يُجرى بإدخال بالون تحت الجلد ويُنفخ ذلك البالون ببطء على مدى فترات من عدة زيارات للعيادة للوصول إلى الحجم المطلوب. والغرض تمديد الفروة للحصول على زيادة ومن ثم شدها على مناطق الصلع.

### جراحة شريحة كاملة
يعتبر هذا الإجراء (بالإنجليزية: Flap surgery) من الجراحات المثالية لتغطية مناطق كبيرة من الصلع؛ حيث تتمّ هذه العملية من خلال إزالة جزء من منطقة الصلع واستِبدالها بشريحة من الجلد الذي يحمل الشعر مع الانتباه إلى ارتباطها مع إمدادات الدم الأصلية.

### تقليل مساحة الفروة
يستخدم هذا الإجراء من أجل تقليل مناطق الصلع الأمامية والخلفية من الرأس؛ حيث تجري بالتخلص من فروة الرأس التي لا ينمو فيها الشعر وسحبها من خلال ربطها مع مقاطع من فروة الرأس الأخرى التي تمتلك شعر.

## مدة العلاج
يمكن استغراق مدة علاج الشعر فترة طويلة؛ حيث يحتاج في كثير من الأحيان للعديد من الجَلسات الجراحية لتحقيق الهدف المرجو، بالإضافة إلى ضرورة ترك فترة عدّة أشهر ما بين كل جلسة، ولهذا يُمكن أن يستغرق العلاج الكلي حوالي عامين، كما يُمكن أن تظهر النتائج بعد شهر أو شهرين من انتهاء الجراحة.

## فترة التعافي
تتضمّن فترة ما بعد زراعة الشعر الالتزام بمجموعة من النصائح والتعليمات التي يُوصي بها الاختصاصي للوصول لأفضل النتائج، إذ تُعدّ فترة التعافي مُهمّة جدًا للأشخاص الذين خضعوا لزراعة الشعر إذ يجب عليهم الحِفاظ على نظافة الرأس من خلال غَسله في الأوقات المُحدّدة وبعد انقضاء ما يُقارب 48 ساعة من عمليّة زراعة الشعر.
يُذكَر بأنّه يُمكن للشخص الذي خضع لزراعة الشعر العودة لعمله بعد يومين إلى خمسة أيام، بينما يُتوَقع بدء نموّ الشعر الجديد بعد ما يُقارب 6 إلى 9 أشهر.

## معدلات نجاح عملية زراعة الشعر
أجرى محرك البحث الأمريكي PubMed مراجعة لجميع الدراسات المنشورة عن زراعة الشعر منذ عام 1960، وأظهرت نتائج المراجعة أن أغلب الأشخاص الذين أجروا زراعة الشعر كانوا راضين عن نتائج العملية ولم يحدث تساقط شعر المزروع عند الغالبية العظمى منهم.